# Krzysztof Pawlak
Krzysztof Henryk Pawlak (Trzebiechów, 1958. február 12. –) válogatott lengyel labdarúgó, hátvéd, edző.

## Pályafutása

### Klubcsapatban
1979-ben a Warta Poznań, 1980 és 1987 között a Lech Poznań labdarúgója volt. Lech-hel két bajnoki címet és három lengyel kupagyőzelmet ért el. 1988-ban a belga Lokeren, 1988 és 1992 között a svéd Trelleborgs játékosa volt. 1993–94-ben a Warta Poznań csapatában fejezte be az aktív játékot.

### A válogatottban
1983 és 1987 között 31 alkalommal szerepelt a lengyel válogatottban és egy gólt szerzett. Tagja volt az 1986-os mexikói világbajnokságon részt vevő csapatnak.

### Edzőként
1995–96-ban a Warta Poznań, 1997-ben a GKS Bełchatów vezetőedzője volt. 1997-ben a lengyel válogatott szövetségi kapitánya volt. 1997–98-ban a Lech Poznań, 1998–99-ben ismét a GKS Bełchatów szakmai munkáját irányította. 2003–04-ben a Podbeskidzie Bielsko-Biała, 2009–10-ben az Arka Nowa Sól, 2010–11-ben a Gorzów Wielkopolski, 2011–12-ben a Flota Świnoujście, 2013-ban a Warta Poznań vezetőedzőjeként dolgozott.

## Sikerei, díjai
Lech Poznań
- Lengyel bajnokság
  - bajnok (2): 1982–83, 1983–84
- Lengyel kupa
  - győztes (3): 1982, 1984, 1988